# Veřovické vrchy

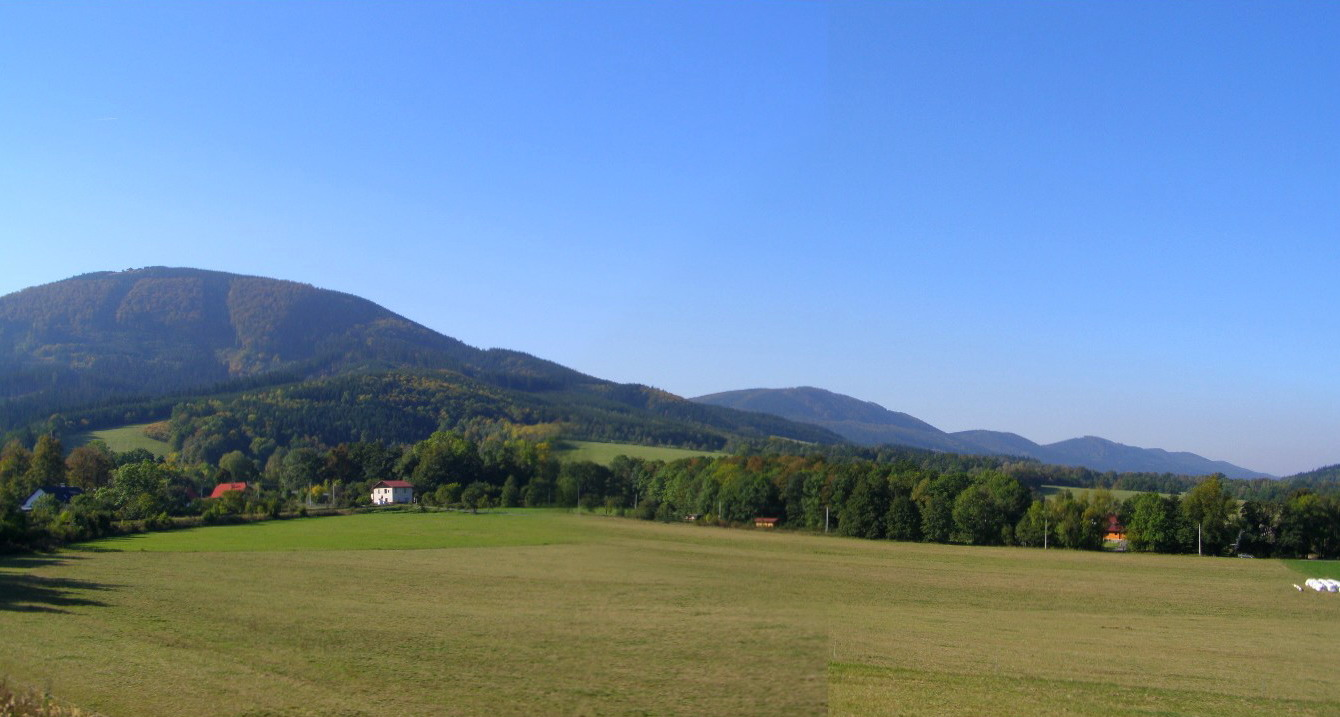
Veřovické vrchy, pohled ze severní strany

Veřovické vrchy jsou západní součást Moravskoslezských Beskyd, od masivu Radhoště je odděluje Frenštátské sedlo (Pindula). Po jejím hřebeni vede hlavní evropské rozvodí Morava (jižní svahy) – Odra (severní svahy). Nejvyšším vrcholem je Velký Javorník, často vyhledávaný vrchol, na kterém se nachází turistická chata a rozhledna. Po celém hřebeni Veřovických Vrchů vedou turistické trasy. Svůj název Veřovické vrchy získaly podle vesnice Veřovice, která leží na severním úpatí vrchů.

## Geomorfologické členění
Z pohledu geomorfologického členění jsou Veřovické vrchy geomorfologickým okrskem, patřícím do podcelku Radhošťská hornatina a celku Moravskoslezské Beskydy.
| Geomorfologické členění Moravskoslezských Beskyd                                     | Geomorfologické členění Moravskoslezských Beskyd | Geomorfologické členění Moravskoslezských Beskyd                                                   |
| ------------------------------------------------------------------------------------ | ------------------------------------------------ | -------------------------------------------------------------------------------------------------- |
| ZÁPADNÍ KARPATY • Vnější Západní Karpaty • Západní Beskydy                           |                                                  | |
| RADHOŠŤSKÁ HORNATINA                                                                 | Veřovické vrchy                                  | nečlení se (Velký Javorník, 918 m)                                                                 |
| RADHOŠŤSKÁ HORNATINA                                                                 | Radhošťský hřbet                                 | Pustevenský hřbet (Radhošť, 1129 m) Kněhyňský hřbet (Kněhyně, 1258 m) Smrčský hřbet (Smrk, 1277 m) |
| RADHOŠŤSKÁ HORNATINA                                                                 | Mezivodská vrchovina                             | nečlení se (Trojačka, 987 m)                                                                       |
| LYSOHORSKÁ HORNATINA                                                                 | Lysohorská rozsocha                              | Lysohorské hřbety (Lysá hora, 1324 m) Travenské hřbety (Travný, 1204 m)                            |
| LYSOHORSKÁ HORNATINA                                                                 | Ropická rozsocha                                 | Smrčinsko-čepelský hřbet (Ropice, 1082 m) Slavíčsko-kozubovský hřbet (Slavíč, 1056 m)              |
| LYSOHORSKÁ HORNATINA                                                                 | Zadní hory                                       | Polomský hřbet (Velký Polom, 1067 m)                                                               |
| KLOKOČOVSKÁ HORNATINA                                                                | nečlení se                                       | nečlení se (Bobek, 871 m)                                                                          |
| PROVINCIE • Subprovincie • Oblast / Celek / PODCELEK • Okrsek • Podokrsek • (vrchol) |                                                  | |